# Palazzo Pucci (Amendolara)

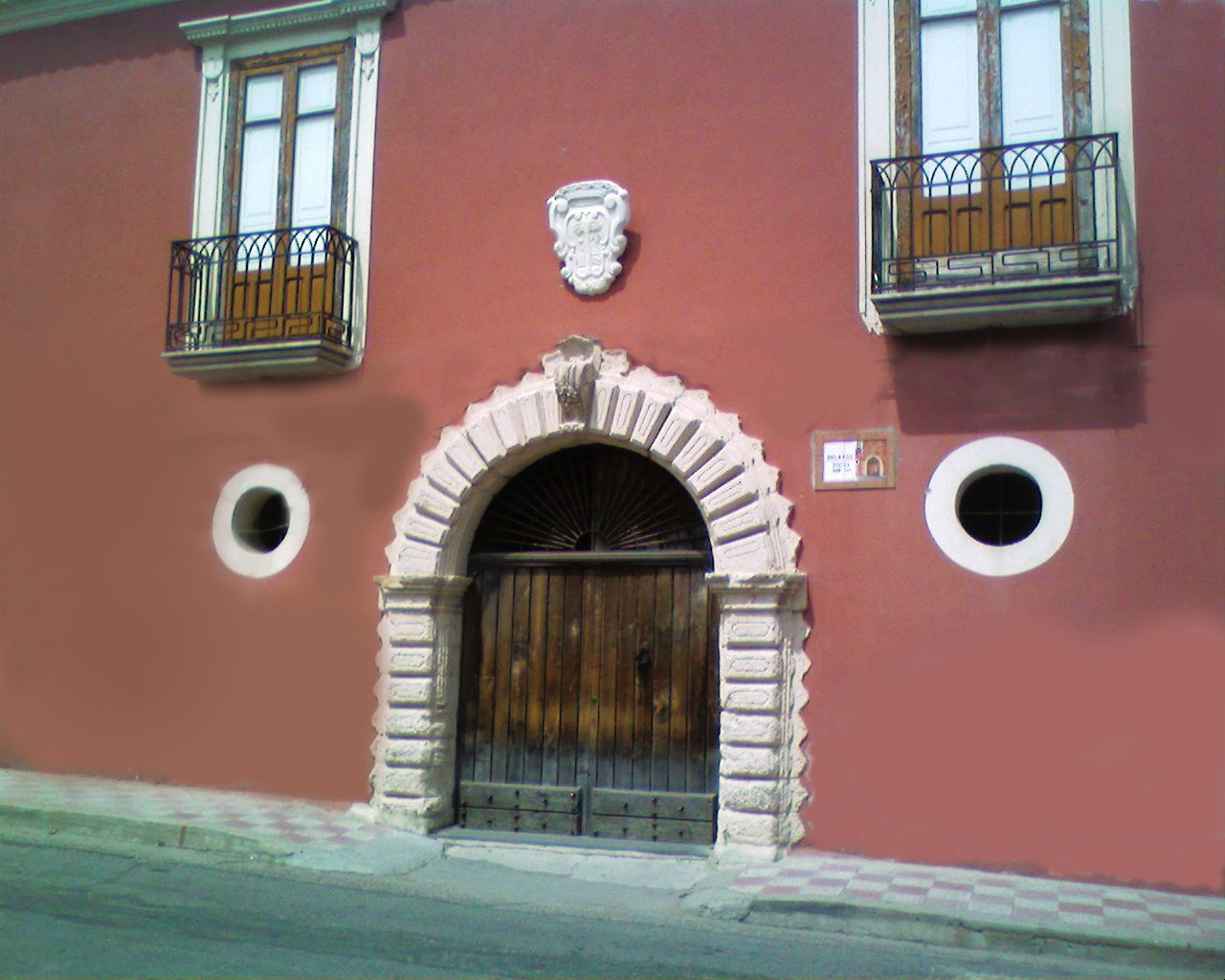
Palazzo Pucci in Amendolara

Der Palazzo Pucci ist ein Palast aus dem 18. Jahrhundert im Dorf Amendolara in der italienischen Region Kalabrien.

## Geschichte
Die Familie Pucci, die aus der Toskana stammte und früher in Neapel lebte, zog später nach Kalabrien um, zunächst nach Oriolo und dann nach Amendolara. 1797 wurden sie nach der königlichen Zustimmung zum Kauf des Lehens vom Prinzen Teodoro Correr aus Venedig, dem Sohn von Giacomo Correr und Marianna Petagna, Baroness und Prinzessin von Trebisacce, Barone des „Stato della terra di Trebisacce“.

## Beschreibung

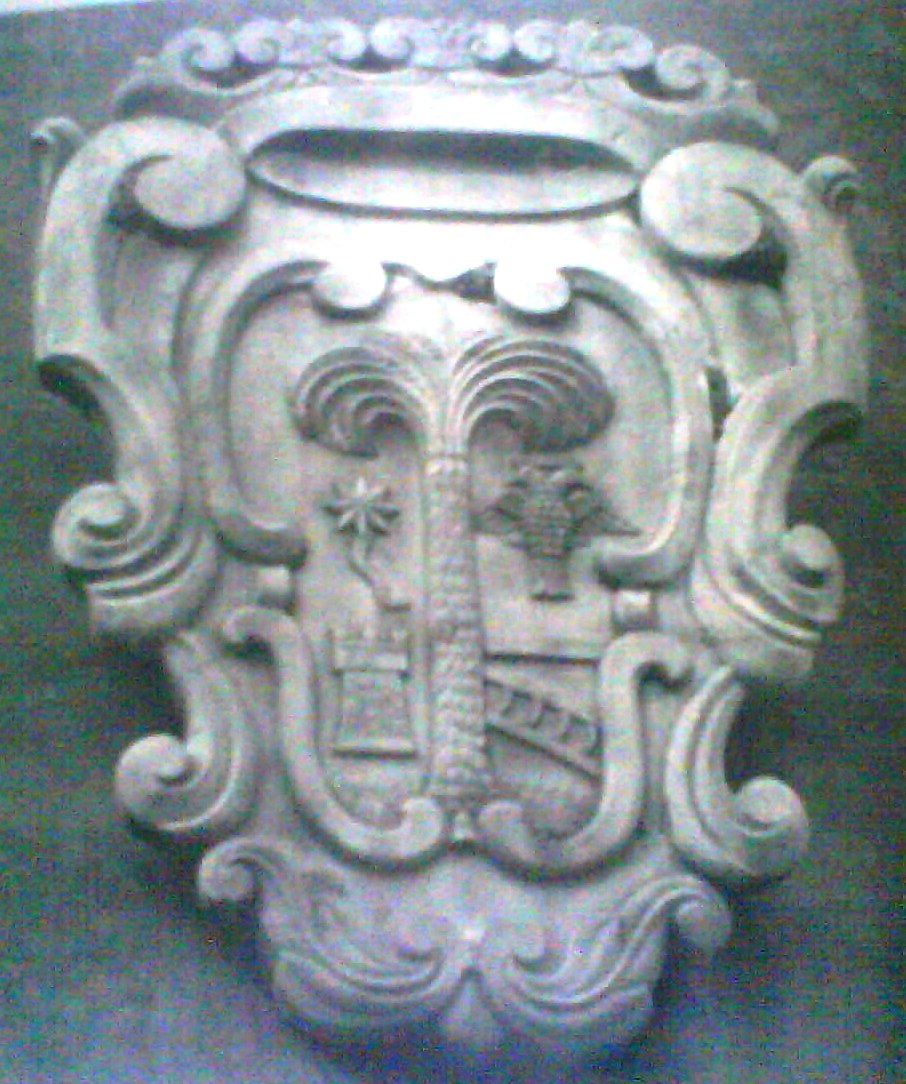
Wappen der Puccis

Der 1736 errichtete Bau lag damals „fuori casale“ (dt.: außerhalb der Siedlung), also außerhalb der Wehrmauer des Dorfes, das sich aus der Burg entwickelte, bis es die Kirche Santa Margherita mit einschloss. Der Bau des Gebäudes sollte sich noch lange hinziehen, da man Handwerker aus Neapel und anderen kampanischen Provinzen kommen ließ. Die Handwerksmeister zogen mit ihren Familien um und einige davon blieben, wie mündlich überliefert, in Amendolara.
Der Palast erstreckte sich ursprünglich in seiner ganzen Länge über zwei Stockwerke; im Erdgeschoss befanden sich die Läger, die ursprünglich nur Öffnungen zum Inneren des Gebäudes hatten. Erst später wurden die Öffnungen an der Straßenfront eingebaut, so wie sie sich heute zeigen. Die Läger dienten der Einlagerung von Waren auf ihrem Weg nach Neapel. Amendolara war damals eine bedeutende Relaisstation für die Pferde, die aus Süditalien kamen.
Das Obergeschoss zeigt eine luftige und geradlinige Architektur, die von den einfachen Linien inspiriert ist, wie sie für die Architektur des 18. Jahrhunderts typisch waren. Die Decken einiger Räume waren mit Fresken versehen, aber leider sind davon keinerlei Spuren mehr erhalten, weil ein Brand im 19. Jahrhundert so viel zerstört hatte, dass man auch heute noch am Haupteingang zum Palast geschwärzte Balken sehen kann. Spuren der Fresken konnte man noch vor über 40 Jahren an der Decke der sogenannten „Kapelle“ erkennen, aber durch Vernachlässigung und durch Erhaltungsarbeiten an Balken und Decken, die hastig und ohne besondere Sorgfalt durchgeführt wurden, sind diese heute nicht mehr erhalten. Die Räume dieses Stockwerks zeigten später auch zum Inneren eines rechteckigen, kleinen Hofes. Dort, wohin sich einmal die Läger öffneten, öffnet sich nur noch eines zum Innenhof hin.
Ins Obergeschoss gelangt man über zwei Züge einer gemütlichen und niederen Treppe. Man kann an der Gewölbebasis des ersten Treppenpodestes bourbonische Lilien erkennen, die sich auch an den Friesen der Balkone zur Straße hin wiederholen. In das Haus gelangte man damals durch einen großen Saal, in dem es – von der Eingangstüre nach links – folgende Dinge gab: Einen großen Eingang für die Dienerschaft, den es heute noch gibt und der für Waren und das Küchenpersonal genutzt wurde; einen großen, mannshohen, offenen Kamin, an dessen Seiten es Bänke gab, auf denen die „Massari“ und das Personal im Allgemeinen auf die Bestellungen für den Tag warteten; gegenüber die Türen zu den Küchen und schließlich, in der Mitte der rechten Seite, die Stockwerkstüre, die sich zu einem großen Eingang mit offenem Kamin hin öffnete, und ein großes Fenster zum Hof hin. In diesem Raum und in dem folgenden führten die Türen auf der Linken in kleine Räume, die damals Schlafkammern gewesen sein müssen, dann in der Folge aus dem nächsten großen Raum, der mittels eines Balkons in der Mitte Licht von der Straße erhielt, und weiter auf der Rechten in eine Folge von großen Räumen, einen nach dem anderen, wie es die damalige Bauweise vorgab, mit Blick auf die Straße und, über Balkone, auf das Meer, sowie über große Fenster zum Innenhof hin, die so die Räume mit Licht versorgten, und weiter in die [Räume], die damals wie heute schließlich Repräsentationsräume waren und sind. Letztere blieben fast unverändert, auch wenn sie teilweise verkleinert wurden, da man weitere Schlafkammern benötigte.
Der Palast wurde bereits Ende des 19. Jahrhunderts so aufgeteilt, dass er von zwei oder mehr Familien bewohnt werden konnte. So wurde auch der große Saal Umbauten unterzogen und im Übrigen wurden weitere Eingänge im Erdgeschoss angebracht. Zum Beispiel erhielt man eine Küche und einen „Herdraum“ aus einer Räumlichkeit, die früher eine große Zisterne für Regenwasser beherbergte, und ein weiterer Kamin wurde für diese Küche um 180° gedreht.
Die außermittige Anbringung des Haupteingangs lässt vermuten, dass der Palast an seiner Nordseite unvollendet blieb. Es fehlen zwei Balkone an der Stelle, an der sich ein Garten befindet. Vor dem Palast waren in einem weiteren, niedrigen Gebäude die Stallungen untergebracht, in dem im oberen Teil die Dienerschaft wohnte. Erst später wurden die Stallungen in eine Ölmühle und das zugehörige Lager umgewandelt. In der zweiten Hälfte des 19. Jahrhunderts erhielt der Palast, mehr als 100 Jahre nach seinem Bau, ein zweites Obergeschoss in seinem hinteren Teil. Dort wohnten die Gäste. Insbesondere war dort der Ingenieur des französischen Unternehmens untergebracht, das die ionische Eisenbahn (Abschnitt Tarent-Rossano) durchführte, ebenso wie seine Gattin, ebenfalls Französin. Durch ihren Aufenthalt wurde die Wohnung „Haus für die Franzosen“ genannt.
Es folgten verschiedene Unternehmen nach. Das, das mit dem Bau der Strecke von Tarent nach Rossano begonnen hatte, war die Gesellschaft „De Rosa-Falcon“, die dann von der „Società Ferroviaria Vitale-Picard-Charls & C.“ abgelöst wurde, die 1867 in Paris gegründet worden war und die Arbeiten, wie vertraglich vereinbart, 1869 fertigstellte. So kann daraus geschlossen werden, dass das zweite Obergeschoss des Palastes in diesen Jahren aufgesetzt wurde. Diese Annahme unterstützt auch, dass es dort kleine Holzbalken gibt, die damals als Eisenbahnschwellen genutzt wurden und die bei kürzlichen Umbauarbeiten entdeckt wurden.
Über die Zeit sind an der Aufstockung viele Um- und Anbauarbeiten durchgeführt worden. So ist zum Beispiel erst in den 1960er-Jahren eine riesige Haube in Kuppelform über den alten, kreisrunden Küchen des Palastes abgerissen worden. An ihrer Stelle wurde ein Raum mit anschließender Terrasse errichtet. Glücklicher war sicherlich die Öffnung zweier weiterer Terrassen auf den Dächern, die „Loggien“ genannt werden und ein wunderbares Panorama bieten, das sich von den Bergen (den Hängen des Monte Pollino) bis zum Meer (mit Blick auf einen Küstenabschnitt fast in Cariati) erstreckt.
Im Palast findet sich eine Kapelle, die dem Heiligen Franz Xaver geweiht ist und in der jedes Jahr am 3. Dezember eine heilige Messe gefeiert wird. Der Palast gehört auch heute noch der Familie Pucci.

## Baumaterialien
Das Material zum Bau des Palastes wurde hauptsächlich vor Ort gewonnen, insbesondere für die Umfassungsmauern; es sind Flusskiesel, Tuffstein, Mörtel und Schilf. Die Oberflächen sind charakteristisch für die einfache Architektur des 18. Jahrhunderts.

## Bildergalerie

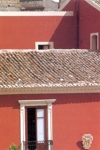
Loggia
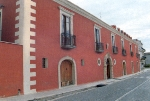
Palazzo Pucci
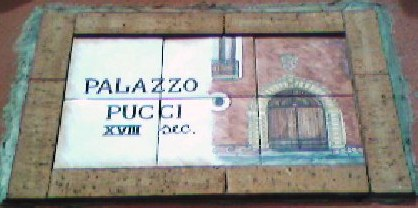
Marmortafel
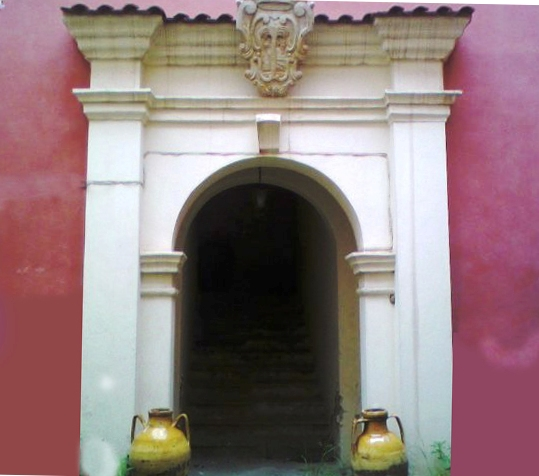
Innenhof